# Saginaw
Saginaw es una ciudad ubicada en el condado de Saginaw en el estado estadounidense de Míchigan. En el Censo de 2020 tenía una población de 190,124 habitantes y una densidad poblacional de 1099 personas por km².

## Geografía
Saginaw se encuentra ubicada en las coordenadas 43°25′4″N 83°57′17″O / 43.41778, -83.95472. Según la Oficina del Censo de los Estados Unidos, Saginaw tiene una superficie total de 46,88 km², de la cual 44,9 km² corresponden a tierra firme y (4,22%) 1,98 km² es agua.

## Demografía
Según el censo de 2010, había 51508 personas residiendo en Saginaw. La densidad de población era de 1099 hab./km². De los 51508 habitantes, Saginaw estaba compuesto por el 43.49% blancos, el 46.05% eran afroamericanos, el 0.52% eran amerindios, el 0.32% eran asiáticos, el 0.03% eran isleños del Pacífico, el 5.23% eran de otras razas y el 4.36% pertenecían a dos o más razas. Del total de la población el 14.26% eran hispanos o latinos de cualquier raza.

## Celebridades
- Aquí nació el poeta Theodore Roethke en 1908
- Aquí nació Stevie Wonder en 1950.
- Aquí nació Serena Williams en 1981.
- Aquí nació Jason Richardson en 1981.
- Aquí nació Draymond Green en 1990.